# 伊原隆
伊原 隆（いはら たかし、1908年6月5日 - 1976年9月24日）は、日本の大蔵官僚、銀行家。大蔵省理財局長、横浜銀行頭取、全国地方銀行協会会長、横浜商工会議所会頭などを歴任した。

## 来歴
1908年（明治41年）6月5日、神奈川県に生まれる。神奈川師範学校附属鎌倉小学校、神奈川県立湘南中学校、第一高等学校文科乙類を卒業したのち、1928年（昭和3年）に東京帝国大学法学部法律学科に入学。1931年に卒業したのちは大蔵省に入省、理財局に勤務した。京橋税務署長、大蔵大臣秘書官、内閣総理大臣秘書官（兼任）などを歴任し、1945年5月19日に金融局資金統制課長。1946年2月2日に理財局国庫課長。同年8月31日に理財局次長となり、1947年9月2日から1951年5月1日までは理財局長を務めた。1953年11月より在英国日本大使館特命全権大使。1954年11月25日に退官したのち、同27日に東京銀行常務取締役に就任。1962年11月10日、同年8月に急逝した吉村成一に代わり横浜銀行第6代代表取締役頭取および横浜銀行協会会長に就任した。1969年5月14日より全国地方銀行協会会長、1973年10月23日より横浜商工会議所16代会頭、同年11月13日より日本商工会議所副会頭を歴任した。
1975年12月22日、横浜銀行頭取から会長職に退く。その翌年の1976年9月24日、腸狭窄に腹膜炎を併発し、虎の門病院にて死去。10月1日には勲一等瑞宝章を受章した。10月2日に、横浜市鶴見区の總持寺にて、横浜銀行・全国地方銀行協会・横浜商工会議所・神奈川経済同友会による合同葬が執り行われた。

## 人物
囲碁を趣味とし、福田赳夫内閣総理大臣や森永貞一郎日本銀行総裁ともしばしば碁盤を囲んだ。タバコは吸わず、酒もわずかしか飲まなかった。
子の康隆は、「伊原のゼータ函数」の数学者として知られる。
大蔵省時代は理財畑で、資本逃避防止法や為替管理法、資金調整法などに携わった。
1961年5月15日付の『外国為替』にて、大阪の築港計画におけるドイツマルク債の起債を例に挙げ、地方公共団体の資金調達におけるマルク債の意義を提言した。その後横浜市は、金沢地先埋立事業の資金調達にマルク債を発行している。
横浜の経済に関し、1966年の横浜経済同友会の講演で、製造業に比べ商業の度合いが低いこと、消費行動が東京に流出してしまっていること、横浜港の輸出入から地元にもたらされる所得が少ないことを指摘している。在浜企業であるテレビ神奈川取締役会長、産業貿易センター取締役、横浜都市開発取締役などの役員を務めた。

## 官歴
- 1931年（昭和6年）4月：大蔵省に入省。理財局属。
- 1932年（昭和7年）11月：米国駐在財務書記。
- 1935年（昭和10年）6月：京橋税務署長。
- 1936年（昭和11年）7月：銀行局 兼 理財局。
- 1937年（昭和12年）2月：大蔵大臣秘書官。
- 1940年（昭和15年）1月：内閣総理大臣秘書官 兼 理財局。
- 1940年（昭和15年）1月：内閣総理大臣秘書官 兼 興亜院総裁秘書官 兼 理財局。
- 1940年（昭和15年）11月27日：理財局配当給与課長 兼 銀行局。
- 1941年（昭和16年）7月16日：理財局会社部経理統制課長。
- 1942年（昭和17年）10月：企画院第一部第二課長。
- 1943年（昭和18年）11月：内閣参事官。
- 1943年（昭和18年）11月11日：外資局総務課長。
- 1944年（昭和19年）6月10日：理財局資金統制課長 兼 理財局経理統制課長。
- 1944年（昭和19年）8月17日：理財局資金統制課長。
- 1945年（昭和20年）5月19日：金融局資金統制課長。
- 1945年（昭和20年）9月20日：金融局産業資金課長。
- 1946年（昭和21年）2月2日：理財局国庫課長。
- 1946年（昭和21年）8月31日：理財局次長。
- 1947年（昭和22年）9月2日：理財局長 兼 理財局次長。
- 1947年（昭和22年）9月21日：理財局長。
  - 1950年（昭和25年）7月：欧米各国出張（〜1950年（昭和25年）11月）。
- 1951年（昭和26年）5月：大臣官房財務官室。
- 1951年（昭和26年）6月：財務官事務代理。
- 1951年（昭和26年）8月：在ロンドン日本政府在外事務所
- 1952年（昭和27年）4月：在英国日本大使館参事官。
- 1953年（昭和28年）11月：在英国日本大使館特命全権大使。
- 1954年（昭和29年）11月：退官。